# تیم بگلی
تیم بگلی (انگلیسی: Tim Bagley؛ زادهٔ ۱۷ اوت ۱۹۵۷) یک هنرپیشه اهل ایالات متحده آمریکا است. وی از سال ۱۹۹۲ میلادی تاکنون مشغول فعالیت بوده‌است.
از فیلم‌ها یا برنامه‌های تلویزیونی که وی در آن نقش داشته‌است می‌توان به روز پس از فردا، ماسک، این است ۴۰ ،کارمند ماه اشاره کرد.